# GMB
G+M+B je kratica, ki pomeni začetnice imen svetih treh kraljev: Gašperja, Mihe in Boltežarja. V krščanstvu predstavlja blagoslov nad vhodnimi vrati z letnico, denimo: 20-G+M+B-05. 
Pomeni tudi (v latinščini) Christus Mansionem Benedict - Kristus naj blagoslovi to hišo.